# Estádio Zimbru
O Estádio Zimbru é um estádio de futebol localizado na cidade de Chișinău, na Moldávia, construído em maio de 2006 e com capacidade para 10.400 pessoas, respeitando as normas da UEFA e os padrões da FIFA para as disputas de partidas. Recebe jogos da Seleção Moldávia de Futebol e do FC Zimbru Chișinău.